# Tony Effe
Tony Effe (* 17. Mai 1991 in Rom als Nicolò Rapisarda) ist ein italienischer Rapper, der als Teil der Dark Polo Gang bekannt wurde.

## Werdegang
Der Rapper begann seine Karriere 2014 im Kollektiv Dark Polo Gang und erreichte innerhalb der italienischen Trap-Welle 2016 den musikalischen Mainstream. 2021 veröffentlichte er mit Untouchable sein erstes Soloalbum. Das Album erreichte die Spitze der italienischen Charts. Bereits in Untouchable hatte er mit zahlreichen anderen Rappern wie Sfera Ebbasta, Tedua oder Gucci Mane zusammengearbeitet und im Anschluss legte er weitere erfolgreiche Zusammenarbeiten und Gastbeiträge vor, etwa mit Fred De Palma, Rose Villain oder Night Skinny. 2023 gelangen ihm mit der Single Boss und dem Sommerhit Taxi sulla luna (gemeinsam mit Emma und Takagi & Ketra) zwei große Erfolge.
Sein zweites Album Icon erschien 2024 und erreichte erneut die Chartspitze. Darauf arbeitete er wieder mit verschiedenen Rappern zusammen. Im Sommer des Jahres gelang ihm mit dem Sommerhit Sesso e samba in Zusammenarbeit mit der Sängerin Gaia erstmals auch ein Nummer-eins-Hits.

## Diskografie

### Alben
| Jahr | Titel Musiklabel                    | Höchstplatzierung, Gesamtwochen, AuszeichnungChartplatzierungen (Jahr, Titel, Musiklabel, Platzierungen, Wochen, Auszeichnungen, Anmerkungen) | Höchstplatzierung, Gesamtwochen, AuszeichnungChartplatzierungen (Jahr, Titel, Musiklabel, Platzierungen, Wochen, Auszeichnungen, Anmerkungen) | Anmerkungen                                                 |
| Jahr | Titel Musiklabel                    | IT | CH | Anmerkungen                                                 |
| ---- | ----------------------------------- | --- | --- | ----------------------------------------------------------- |
| 2021 | Untouchable 777 Entertainment (UMG) | IT1 ×2Doppelplatin · (54 Wo.)IT | CH19 (1 Wo.)CH | Erstveröffentlichung: 26. November 2021 Verkäufe: + 100.000 |
| 2024 | Icon Island Records (UMG)           | IT1 ×5Fünffachplatin · (… Wo.)IT | CH9 (26 Wo.)CH | Erstveröffentlichung: 22. Mai 2024 Verkäufe: + 250.000      |

### Singles
| Jahr | Titel Album                             | Höchstplatzierung, Gesamtwochen, AuszeichnungChartplatzierungen (Jahr, Titel, Album, Platzierungen, Wochen, Auszeichnungen, Anmerkungen) | Höchstplatzierung, Gesamtwochen, AuszeichnungChartplatzierungen (Jahr, Titel, Album, Platzierungen, Wochen, Auszeichnungen, Anmerkungen) | Anmerkungen                                                                                   |
| Jahr | Titel Album                             | IT | CH | Anmerkungen                                                                                   |
| --- | --------------------------------------- | --- | --- | --------------------------------------------------------------------------------------------- |
| 2019 | Bassotto –                              | IT23 (2 Wo.)IT | — | Erstveröffentlichung: 24. Oktober 2019 mit Dark Polo Gang                                     |
| 2023 | Boss Icon                               | IT3 ×2Doppelplatin · (18 Wo.)IT | CH97 (1 Wo.)CH | Erstveröffentlichung: 24. März 2023 Verkäufe: + 200.000                                       |
| 2023 | Taxi sulla luna Icon                    | IT7 ×4Vierfachplatin · (34 Wo.)IT | — | Erstveröffentlichung: 8. Juni 2023 mit Emma & Takagi & Ketra Verkäufe: + 400.000              |
| 2024 | Sesso e samba Icon                      | IT1 ×4Vierfachplatin · (48 Wo.)IT | CH56 (13 Wo.)CH | Erstveröffentlichung: 22. Mai 2024 mit Gaia Verkäufe: + 400.000                               |
| 2024 | Chiara Icon                             | IT14 Gold · (7 Wo.)IT | — | Erstveröffentlichung: 23. September 2024 Verkäufe: + 50.000                                   |
| 2024 | 64 barre di verità (Red Bull 64 Bars) – | IT54 (4 Wo.)IT | — | Erstveröffentlichung: 19. September 2024 mit Lax & FT Kings                                   |
| 2025 | Damme ’na mano Icon                     | IT3 Gold · (9 Wo.)IT | CH45 (1 Wo.)CH | Erstveröffentlichung: 12. Februar 2025 Verkäufe: + 100.000; Beitrag zum Sanremo-Festival 2025 |
| Folgende Lieder erschienen nicht als Single, wurden aber durch das Album zum Download und Streaming bereitgestellt und konnten somit eine Platzierung erlangen: |                                         | | |                                                                                               |
| |                                         | | |                                                                                               |
| 2020 | Pussy Dark Boys Club                    | IT1 Gold · (5 Wo.)IT | — | Dark Polo Gang & Tony Effe feat. Lazza & Salmo Verkäufe: + 35.000                             |
| 2020 | Amiri Boys Dark Boys Club               | IT2 Gold · (6 Wo.)IT | — | Dark Polo Gang & Tony Effe feat. Capo Plaza Verkäufe: + 35.000                                |
| 2020 | 4L Dark Boys Club                       | IT4 (3 Wo.)IT | — | Dark Polo Gang, Tony Effe & Mambolosco                                                        |
| 2020 | #Freetraffik Dark Boys Club             | IT18 (1 Wo.)IT | — | Dark Polo Gang, Tony Effe & Pyrex feat. Traffik & Oni One                                     |
| 2021 | Mi piace Untouchable                    | IT10 Platin · (7 Wo.)IT | — | feat. Sfera Ebbasta Verkäufe: + 100.000                                                       |
| 2021 | Ke lo ke Untouchable                    | IT14 Platin · (4 Wo.)IT | — | feat. Lazza & Gazo Verkäufe: + 100.000                                                        |
| 2021 | Effe Untouchable                        | IT24 Platin · (13 Wo.)IT | — | Verkäufe: + 70.000                                                                            |
| 2021 | Luce a Roma Untouchable                 | IT26 (1 Wo.)IT | — | feat. Side Baby                                                                               |
| 2021 | Colpevole Untouchable                   | IT28 Platin · (3 Wo.)IT | — | Verkäufe: + 100.000                                                                           |
| 2021 | Escort Lover Untouchable                | IT30 Platin · (2 Wo.)IT | — | feat. Guè Verkäufe: + 100.000                                                                 |
| 2021 | Balaclava Untouchable                   | IT30 Gold · (4 Wo.)IT | — | feat. Capo Plaza Verkäufe: + 50.000                                                           |
| 2021 | Tony Montana Untouchable                | IT32 (1 Wo.)IT | — | feat. Gucci Mane                                                                              |
| 2021 | È trap Untouchable                      | IT36 (1 Wo.)IT | — |                                                                                               |
| 2021 | Lacrime Untouchable                     | IT41 (1 Wo.)IT | — | feat. Tedua                                                                                   |
| 2021 | Romolo e Remo Untouchable               | IT43 (1 Wo.)IT | — | mit Pyrex                                                                                     |
| 2021 | Oh cazzo Untouchable                    | IT50 (2 Wo.)IT | — |                                                                                               |
| 2021 | Piazza Untouchable                      | IT58 (1 Wo.)IT | — |                                                                                               |
| 2021 | Skyline Untouchable                     | IT62 (1 Wo.)IT | — | feat. Wayne Santana                                                                           |
| 2021 | Diverso Untouchable                     | IT63 (1 Wo.)IT | — |                                                                                               |
| 2022 | Fottiti Oro blu                         | IT73 (1 Wo.)IT | — | mit Bresh & Shune                                                                             |
| 2024 | Dopo le 4 Icon                          | IT2 ×2Doppelplatin · (31 Wo.)IT | — | feat. Bresh & Tedua Verkäufe: + 200.000                                                       |
| 2024 | Miu miu Icon                            | IT4 ×3Dreifachplatin · (30 Wo.)IT | — | Verkäufe: + 300.000                                                                           |
| 2024 | Pillole Icon                            | IT7 Platin · (12 Wo.)IT | — | feat. Sfera Ebbasta & Geolier Verkäufe: + 100.000                                             |
| 2024 | Honey Icon                              | IT10 Platin · (10 Wo.)IT | — | feat. Lazza & Capo Plaza Verkäufe: + 100.000                                                  |
| 2024 | Carrara Icon                            | IT14 Gold · (6 Wo.)IT | — | feat. Simba La Rue Verkäufe: + 50.000                                                         |
| 2024 | Vero Tony vero Sosa Icon                | IT22 (3 Wo.)IT | — |                                                                                               |
| 2024 | Icon                                    | IT23 Platin · (17 Wo.)IT | — | Verkäufe: + 100.000                                                                           |
| 2024 | Particolari sporchi Icon                | IT26 (3 Wo.)IT | — |                                                                                               |
| 2024 | GTA Icon                                | IT28 (3 Wo.)IT | — | feat. Ghali                                                                                   |
| 2024 | Lap Dance Icon                          | IT30 (2 Wo.)IT | — | feat. Pyrex & Side Baby                                                                       |
| 2024 | Demon Time Icon                         | IT33 (2 Wo.)IT | — | feat. Guè                                                                                     |
| 2024 | Balenciaga Icon                         | IT34 (3 Wo.)IT | — | feat. Rose Villain                                                                            |
| 2024 | Sorry Icon                              | IT46 Gold · (4 Wo.)IT | — | Verkäufe: + 50.000                                                                            |
| 2024 | Maison Icon                             | IT48 (1 Wo.)IT | — |                                                                                               |
| 2024 | P Icon                                  | IT62 (1 Wo.)IT | — |                                                                                               |
| 2024 | Pezzi da 100 Icon                       | IT35 (8 Wo.)IT | — | feat. Kid Yugi                                                                                |

### Gastbeiträge
| Jahr | Titel Album                                           | Höchstplatzierung, Gesamtwochen, AuszeichnungChartsChartplatzierungen (Jahr, Titel, Album, Platzierungen, Wochen, Auszeichnungen, Anmerkungen) | Anmerkungen |
| Jahr | Titel Album                                           | IT | Anmerkungen |
| --- | ----------------------------------------------------- | --- | --- |
| 2022 | Il Doc 2 Filtri                                       | IT35 Gold · (2 Wo.)IT | Erstveröffentlichung: 10. Februar 2022 Villabanks feat. Tony Effe & Gué Verkäufe: + 50.000                                             |
| 2022 | Michelle Pfeiffer Radio Gotham                        | IT32 Platin · (14 Wo.)IT | Erstveröffentlichung: 13. Mai 2022 Rose Villain feat. Tony Effe Verkäufe: + 100.000                                                    |
| 2023 | Il Doc 3 Villabanks                                   | IT33 Platin · (27 Wo.)IT | Erstveröffentlichung: 13. Februar 2023 Villabanks, Linch & Andry the Hitmaker feat. Tony Effe, Slings & Mambolosco Verkäufe: + 100.000 |
| 2023 | Hoe + Hard –                                          | IT42 Gold · (5 Wo.)IT | Erstveröffentlichung: 3. März 2023 Icy Subzero feat. Tony Effe Verkäufe: + 50.000                                                      |
| 2025 | Espresso Macchiato (Remix) –                          | IT53 (1 Wo.)IT | Erstveröffentlichung: 9. Mai 2025 Tommy Cash feat. Tony Effe                                                                           |
| 2025 | Victoria’s Secret –                                   | IT24 (… Wo.)IT | Erstveröffentlichung: 30. Mai 2025 Rose Villain feat. Tony Effe                                                                        |
| 2025 | Non basta mai –                                       | IT7 (… Wo.)IT | Erstveröffentlichung: 13. Juni 2025 Capo Plaza feat. Bresh & Tony Effe                                                                 |
| Folgende Lieder erschienen nicht als Single, wurden aber durch das Album zum Download und Streaming bereitgestellt und konnten somit eine Platzierung erlangen: |                                                       | | |
| |                                                       | | |
| 2017 | Scarafaggio Gentleman                                 | IT11 Platin · (16 Wo.)IT | Guè Pequeno feat. Tony Effe & Frank White Verkäufe: + 50.000                                                                           |
| 2018 | Fuck Gosha Sick Side                                  | IT25 (1 Wo.)IT | Dark Polo Gang feat. Tony Effe |
| 2018 | Claro Sinatra                                         | IT2 Gold · (5 Wo.)IT | Guè feat. Tony Effe & Prynce Verkäufe: + 25.000                                                                                        |
| 2019 | Costa tanto Arte                                      | IT73 (1 Wo.)IT | Mambolosco feat. Tony Effe |
| 2020 | Wickr Me Elo                                          | IT49 (1 Wo.)IT | DrefGold feat. Tony Effe |
| 2020 | Pass Vita vera mixtape: aspettando la Divina Commedia | IT30 (1 Wo.)IT | Tedua feat. Tony Effe & Chris Nolan |
| 2020 | Clean J                                               | IT26 Gold · (4 Wo.)IT | Lazza feat. Tony Effe Verkäufe: + 35.000                                                                                               |
| 2022 | Hentai X2                                             | IT14 (2 Wo.)IT | Sick Luke & Ghali feat. Tony Effe |
| 2022 | Monti Succo di zenzero vol. 2                         | IT82 (1 Wo.)IT | Wayne Santana feat. Tony Effe & Pyrex                                                                                                  |
| 2022 | Cadillac We the Squad Vol. 1                          | IT92 ×2Doppelplatin · (1 Wo.)IT | SLF feat. MV Killa, Geolier & Tony Effe Verkäufe: + 200.000                                                                            |
| 2022 | Mala PLC Tape 1                                       | IT79 Platin · (1 Wo.)IT | Fred De Palma feat. Jvli, Lazza & Tony Effe Verkäufe: + 100.000                                                                        |
| 2022 | BTX Posse Botox                                       | IT16 Gold · (11 Wo.)IT | Night Skinny, Fabri Fibra & Ernia feat. Lazza, Tony Effe, Coez, Geolier, Guè, Paky & Mambolosco Verkäufe: + 50.000                     |
| 2022 | Coki Botox                                            | IT24 (2 Wo.)IT | Night Skinny feat. Guè, Ketama126, Noyz Narcos & Tony Effe                                                                             |
| 2022 | Marciapiede Botox                                     | IT27 (2 Wo.)IT | mit Night Skinny & Ernia feat. Rkomi                                                                                                   |
| 2022 | Nella casa di Dio X2 Deluxe                           | IT97 (1 Wo.)IT | Sick Luke feat. Tony Effe, Paky & J Lord                                                                                               |
| 2023 | Fashion 10                                            | IT17 Platin · (13 Wo.)IT | Drillionaire feat. Anna, Lazza, Tony Effe & Benny Benassi Verkäufe: + 100.000                                                          |
| 2023 | Pelota 10                                             | IT33 (2 Wo.)IT | Drillionaire feat. Tony Effe & Guè |
| 2023 | 3uphon X2VR                                           | IT9 Platin · (9 Wo.)IT | Sfera Ebbasta feat. Thasup & Tony Effe Verkäufe: + 100.000                                                                             |
| 2023 | Paura e delirio a Milano Pizza Kebab Vol. 1           | IT28 (1 Wo.)IT | Ghali feat. Tony Effe, Dylan & Side Baby                                                                                               |
| 2024 | Mulan Vera Baddie                                     | IT56 (2 Wo.)IT | Anna feat. Tony Effe |
| 2024 | Convoglio Leggendario                                 | IT44 (1 Wo.)IT | Side Baby feat. Tony Effe |
| 2024 | Nella trap Containers                                 | IT6 (7 Wo.)IT | Night Skinny feat. Artie 5ive, Capo Plaza & Tony Effe                                                                                  |
| 2024 | T.O.N.Y. Containers                                   | IT30 (1 Wo.)IT | Night Skinny feat. Tony Boy & Tony Effe                                                                                                |
| 2024 | Nati bastardi Ferite (Deluxe Edition)                 | IT25 (2 Wo.)IT | Capo Plaza feat. Tony Effe |
| 2025 | Kalispera Tropico del capricorno                      | IT28 (2 Wo.)IT | Guè feat. Ghali & Tony Effe |

## Belege
1. ↑  Tony Effe. In: Rolling Stone Italia. Abgerufen am 7. Dezember 2024 (italienisch).
2. ↑  Federico Sardo: Tony Effe è tornato per riprendersi la trap. In: Rolling Stone Italia. 4. Juni 2021, abgerufen am 14. Oktober 2024 (italienisch).
3. ↑  Andrea Daz: “Sesso e Samba” di Tony Effe e Gaia mette d’accordo tutte le classifiche. Radio Italia, abgerufen am 16. Oktober 2024 (italienisch).
4. ↑  Alben von Tony Effe. In: Italiancharts.com. Hung Medien, abgerufen am 14. Oktober 2024 (italienisch).
5. ↑  Alben von Tony Effe. In: hitparade.ch. Hung Medien, abgerufen am 16. Oktober 2024.
6. 1 2 3 4 5 6 7 8 9 10 11 12 13 14 15 16 17 18 19 20 21 22 23 24 25 26 27 28 29 30 31 32 33 34  Certificazioni. FIMI, abgerufen am 24. Juni 2025 (italienisch).
7. ↑  Archivio classifiche Top Singoli. FIMI, abgerufen am 24. Juni 2025 (italienisch).
8. ↑  Singles von Tony Effe. In: hitparade.ch. Hung Medien, abgerufen am 16. Oktober 2024.
9. ↑  Archivio classifiche Top Singoli. FIMI, abgerufen am 24. Juni 2025 (italienisch).

| Personendaten    | Personendaten                   |
| ---------------- | ------------------------------- |
| NAME             | Effe, Tony                      |
| ALTERNATIVNAMEN  | Rapisarda, Nicolò (Geburtsname) |
| KURZBESCHREIBUNG | italienischer Rapper            |
| GEBURTSDATUM     | 17. Mai 1991                    |
| GEBURTSORT       | Rom                             |